# Semibalanus cariosus
Semibalanus cariosus är en kräftdjursart som först beskrevs av Peter Simon Pallas 1788.  Semibalanus cariosus ingår i släktet Semibalanus och familjen Archaeobalanidae. Inga underarter finns listade i Catalogue of Life.

## Bildgalleri

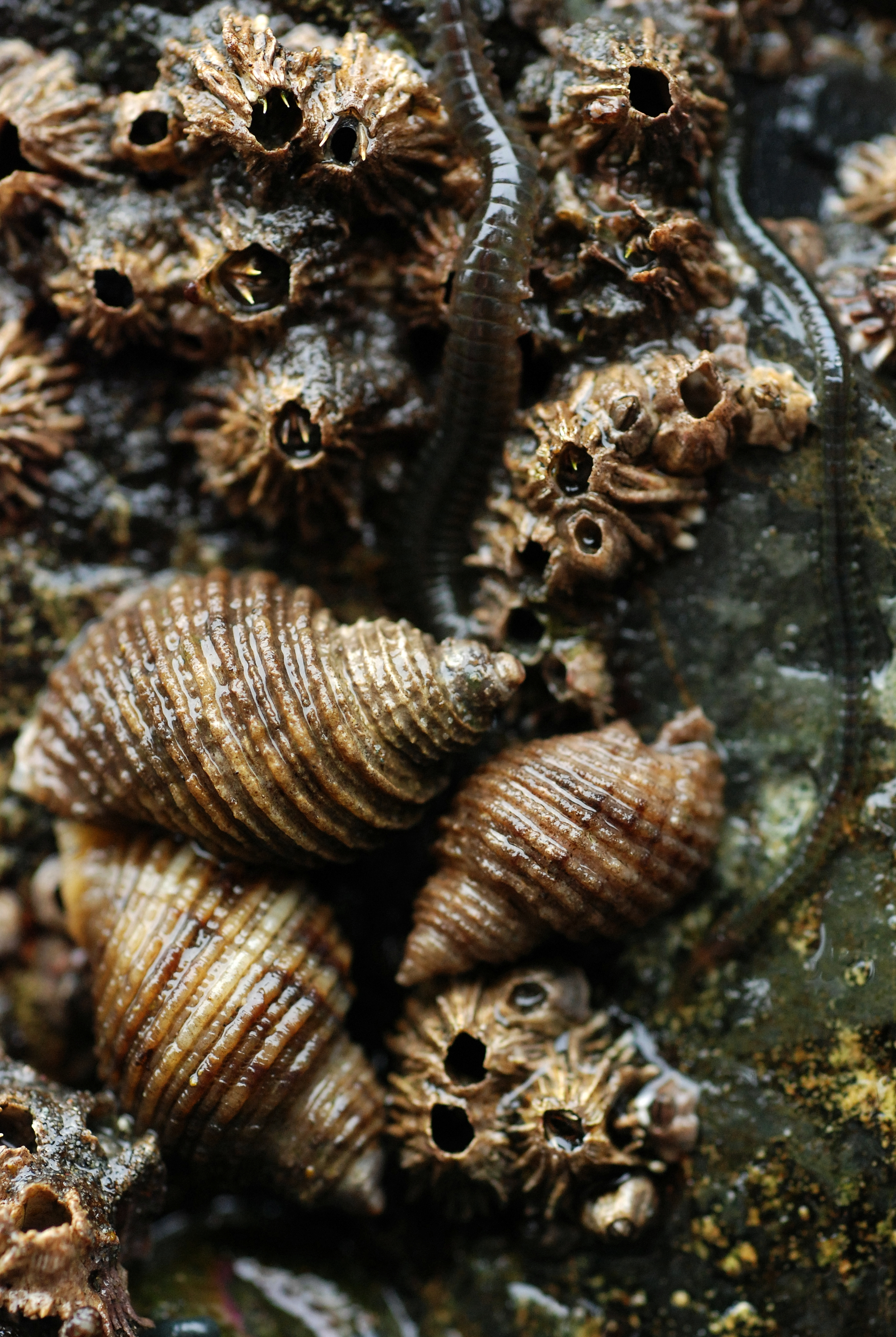
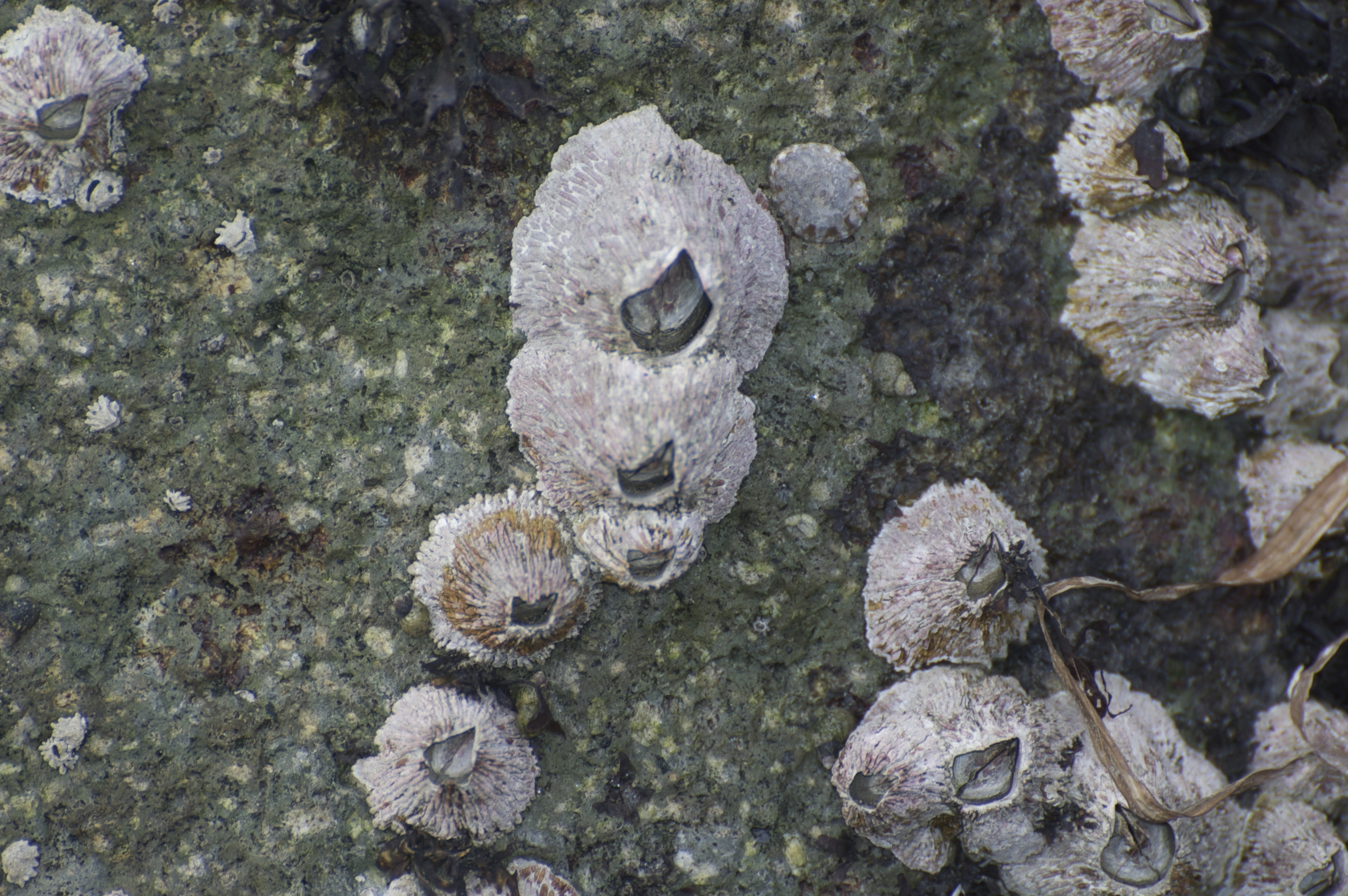